# Klaus Sletting Jensen
 Der er flere personer med dette navn, se Klaus Jensen.
Klaus Sletting Jensen (født 11. oktober 1963 i Hendriksholm, Rødovre) er en tidligere dansk håndboldspiller, der i 1980'erne var en høj (2,02 m) og hårdtskydende højre back. Han deltog blandt andet ved OL 1984.
Han spillede for Rødovre HK og var topscorer i håndboldligaen i 1983. Senere spillede han for HIK Håndbold, Randers Freja og Holte IF.
Klaus Sletting Jensen var en af de markante spiller på det danske U-landshold, der i 1983 vandt bronze ved VM. Allerede i januar samme år debuterede han på A-landsholdet, hvor han var fast spiller frem til 1989. Han spillede i alt 125 kampe og scorede 357 mål på landsholdet. I 1984 var han med på landsholdet til OL i Los Angeles, hvor holdet endte på fjerdepladsen. Han spillede her alle seks kampe og scorede 21 mål.